# Amphioplus impressus
Amphioplus impressus är en ormstjärneart som först beskrevs av Ljungman 1867.  Amphioplus impressus ingår i släktet Amphioplus och familjen trådormstjärnor. Inga underarter finns listade i Catalogue of Life.